# Мартин гренландський
Мартин гренландський (Larus glaucoides) — вид мартинів з роду Larus. Поширений у Північній Америці.

## Поширення
Цей вид гніздиться в арктичних регіонах Канади та Гренландії. Поза сезоном розмноження трапляється на зимівлі на тихоокеанському узбережжі від південно-східної Аляски (США) до півночі Нижньої Каліфорнії (Мексика), а також у найпівнічніших штатах східної частини США аж до Великих озер, зрідка залітає до Європи.

## Опис
Птах завдовжки від 58 до 65 см. Його забарвлення біле та блакитно-сіре, хоча зимове оперення зазвичай представляє поздовжні коричнево-сірі або дифузні плями на голові та шиї. Ноги рожеві, а очі зазвичай блідо-жовті, іноді карі.

## Живлення
Раціон складається переважно з дрібної риби (наприклад, лосося Salmo spp., кільки Sprattus spp. і оселедця Clupea spp.) і морських безхребетних, а також пташиних яєць і пташенят, насіння та плодів.

## Розмноження
Вид розмножується з середини травня до липня поодинокими парами або невеликими моно- чи змішаними колоніями до кількох сотень пар. Гніздо будується із сухої трави, водоростей і моху. Розміщується на великих плоских виступах крутих прибережних скелях заввишки понад 100-200 м, на офшорних штабелях, що оточують прибережні прісноводні ділянки або на землі на непорушених низьких прибережних островах. Самиця зазвичай відкладає 2-3 яйця.